# ¿Dónde está Elisa?
 (срп. Где је Елиса?) америчка је теленовела, продукцијске куће Телемундо, снимана 2010.

## Синопсис
Због једног нестанка почеће да се руши дворац лажи, а мрачне тајне савршене породице изаћи ће на видело.
Живот породице Алтамира постаје ноћна мора када старија ћерка Маријана и Дане нестане без трага на дан очевог рођендана. Седамнаестогодишња Елиса, члан једне од најимућнијих породица у граду, нестаје током забаве на коју је отишла са својим рођацима и губи јој се сваки траг.
Након породичне вечере уприличене у Маријанову част, уз присуство рођака и пријатеља, цењени адвокат одлучује да поведе млађи део породице у дискотеку - место где је последњи пут видео своју кћер. Када Дана и Сесилија иду по Флор, Едуарда и Сантијага, дочекује их шокантна вест - Елисе нигде нема. Тада почиње да се руши идилично царство и хармонија у браку који траје већ 17 година.
Елисина породица уједињује снаге са полицијом у потрази пуној неизвесности, у којој треба бити бржи од времена. На челу надлежних органа налази се Кристобал, задужен за истрагу, који постепено открива старе тајне и горке успомене, у које је умешана цела фамилија.
Захваљујући траговима који се мало по мало појављују, име сваког од ликова биће дописивано на листу осумњичених, а сваким даном потенцијални кривци приближаваће се истини о Елисином нестанку. И тада почиње да се руши идилична слика о савршеној породици Алтамира, чије чланове мучи само једно питање - Где је Елиса?

## Улоге
| Глумац:                  | Улога:               | Опис:                                                                                            |
| ------------------------ | -------------------- | ------------------------------------------------------------------------------------------------ |
| Сонја Смит               | Дана Ригс            | мајка Елисе, Кристине и Олге; Маријанова супруга                                                 |
| Габријел Порас           | Маријано Алтамира    | отац Елисе, Кристије и Олге; Данин супруг; Сесилијин и Вивијанин брат                            |
| Катерине Сијачоке        | Сесилија Алтамира    | Брунова супруга; Маријанова и Вивијанина сестра; мајка Едуарда и Флор                            |
| Хорхе Луис Пила          | Кристобал Ривас      | детектив, на челу је случаја Елисиног нестанка                                                   |
| Роберто Матеос           | Бруно Касерес        | Сесилијин супруг; отац Едуарда и Флор; пословни партнер Маријана, Рикарда и Вивијане             |
| Омар Херменос            | Хосе Ангхел Ринкон   | Вивијанин супруг; Сантијагов отац; Маријанов пословни партнер; у хомосексуалној вези са Рикардом |
| Ивелин Гиро              | Вивијана Алтамира    | Хосе Анхелова супруга; Сантијагова мајка; сестра Маријана и Сесилије                             |
| Исмаел Ла Роса           | Николас де Ваље      | Маријанов најбољи пријатељ и пословни партнер; Сесилијин љубавник                                |
| Мелвин Кабрера           | Рикардо де ла Фуенте | Вивијанина прва љубав и најбољи пријатељ; у хомосексуалној вези са Хосе Анхелом                  |
| Карина Мора              | Хисела Круз          | детективка; Кристобалова колегиница; заљубљена у Кристобала                                      |
| Клаудија Морено          | Исабел Риос          | Маријанова секретарица и љубавница                                                               |
| Рубен Моралес            | Нестор Риос          | начелник полицијског одељења                                                                     |
| Карлос Аугусто Малдонадо | Брисењо              | детектив; Кристобалов и Гриселин асистент                                                        |
| Ванеса Посе              | Елиса Алтамира       | најстарија ћерка Дане и Маријана                                                                 |
| Кармен Абуд              | Флор Касерес         | ћерка Сесилије и Бруна; Едуардова сестра                                                         |
| Маурисио Енао            | Едуардо Касерес      | син Сесилије и Бруна; Флорин брат                                                                |
| Хасон Канела             | Сантијаго Ринкон     | син јединац Вивијане и Хосе Анхела                                                               |
| Габријела Серано         | Кристина Алтамира    | средња ћерка Дане и Маријана                                                                     |
| Тања Нијето              | Олга Алтамира        | најмлађа ћерка Дане и Маријана                                                                   |
| Анабел Леал              | Лупе                 | помоћница у кући Дане и Маријана                                                                 |
| Луис Селејро             | Алберто Вентура      | лажни отмичар Елисе                                                                              |
| Милдред Квирос           | Аманда Голдстејн     | Кристобалов психолог                                                                             |
| Марисела Гонзалез        | Адријана Кастањеда   | тужилац                                                                                          |
| Елизабез Барон           | Лорена Сандовал      | Брунова познаница                                                                                |
| Хорхе Ернандес           | Ферара               | полицијски агент                                                                                 |
| Летисија Моралес         | Хуана                | помоћница у Сесилијиној и Бруновој кући                                                          |
| Двајне Бритон            | Алекс                | Рикардов пријатељ; хомосексуалац                                                                 |
| Лавиња Кастро            | Норма                | сведок који је видео Елису                                                                       |
| Карина Флорес            | Марта                | Исабелина најбоља пријатељица                                                                    |
| Рамиро Теран             | Фелипе Расето        | Брунов адвокат                                                                                   |